# Isak Rogde
Isak Rogde (3. februar 1947 på Senja – 3. januar 2010) var en norsk oversætter.
Rogde blev uddannet cand.mag. fra Universitetet i Oslo i 1972. Han arbejdede som lærer, forslagskonsulent, og fra 1984 som freelance-oversætter. Han oversatte godt og vel 150 bøger fra norsk, dansk, engelsk, russisk, svensk og tysk. Fra 2006 til 2008 var han lektor ved Moskvas statsuniversitet. Han var bl.a. medforfatter på tre bøger om Rusland.
Isak Rogde modtog Bastianprisen og Kirke- og undervisningsdepartementets oversetterpris.
Rogde var bosat i Oslo.